# Anabel Gutiérrez
Anabelle Rafaela Gutiérrez Aicua (Ciudad de México, 5 de septiembre de 1931-Puebla de Zaragoza, 21 de agosto de 2022), conocida como Anabel Gutiérrez, fue una actriz y comediante mexicana. 
Entre sus trabajos más destacados se encuentra su participación en las películas; Muchachas de uniforme (1951), Deseada (1951), Rostros olvidados (1952), La visita que no tocó el timbre (1954), Escuela de vagabundos (1955), y Angelitos del trapecio (1959). 
Además de filmes, también participó en algunas telenovelas, de las cuales destacan; México 1900 (1964), Cárcel de mujeres (1968) y Alguna vez tendremos alas (1997). Adicional a esto, igualmente destacan sus apariciones en el programa Chespirito interpretando al personaje de «doña Espotaverderona» en sketches de Los Caquitos (1989).

## Biografía y carrera

### 1931-1949: primeros años
Anabelle Rafaela Gutiérrez Aicua nació el 5 de septiembre de 1931 en Ciudad de México, siendo hija de Juan Eduardo Rafael Gutierréz Goizueta, y Alicia Aicua López, así como hermana menor de Rosario Alicia Soledad Gutiérrez Aicua. Desde su infancia, aspiraba a convertirse en actriz, esto al verse influenciada por su propio entorno, ya que su familia se dedicaban al teatro. En dicho ámbito; su padre era actor, su madre bailarina, su abuelo materno era actor cómico, su abuela materna cupletista, y su abuela paterna Soledad Goizueta, era cantante de opera.
Finalmente en 1949, ella y su hermana Rosario, que también quería ser actriz, hicieron su debut actoral como extras no acreditadas en la película, El diablo no es tan diablo.

### 1949-1956:Época de Oro del cine mexicano
Junto a su hermana Rosario, a partir de 1949 prosiguió su carrera durante el transcurso de la Época de Oro del cine mexicano. El mismo año, fueron reclutadas como bailarinas no acreditadas para algunas escenas del filme La liga de las muchachas, estrenado en 1950. Justo en 1950, recibió sus primeros papeles acreditados en las cintas; Azahares para tu boda y Al son del mambo. Para 1951, participó en las películas; Deseada y Muchachas de uniforme; por esta última fue nominada a un Premio Ariel en 1952 en la categoría a Mejor actuación juvenil. El mismo año de su nominación, realizó las cintas; El ruiseñor del barrio y Rostros olvidados, filme por el que fue nuevamente nominada a un Ariel a Mejor actuación juvenil en 1953.
A pesar de no ganar nuevamente, continuó su filmografía con las películas; Huracán Ramírez, Mujeres que trabajan, No te ofendas, Beatriz, Siete mujeres, y Caribeña. Su trayectoria filmográfica siguió en 1954 con las cintas; Venganza en el circo, Las tres Elenas, Caballero a la medida, y La visita que no tocó el timbre. Gutiérrez gozó el apogeo de su carrera en 1955 al aparecer en los filmes; Amor de lejos y Escuela de vagabundos, con la cual finalmente lograría ganar su primer y único Premio Ariel en 1956 en la categoría a Mejor actuación juvenil, la misma a la que había sido nominada en 1952 y 1953. Comenzando el mismo año en que recibió su premio, participó en la película Llamas contra el viento.

### 1957-1959: cine posterior
Finalizado en cine de oro, comenzó a hacer intervenciones esporádicas como actriz, ya que en 1957 solamente aparecería en El ratón y Las aventuras de Pito Pérez, seguidas por Música en la noche y una aparición en el programa Variedades de medianoche, ambos trabajos de 1958, para finalmente concluir con Angelitos del trapecio y ¡Quietos todos!, ambas de 1959. 

### 1960-1999: incursión en televisión y trabajos posteriores
En 1960, Aicua realizaría las cintas Su primer amor y Los resbalosos, además de hacer su debut televisivo en 1964, apareciendo en la telenovela México 1900 y más tarde en Cárcel de mujeres de 1968. Al igual que en la conclusión de los años cincuenta, dejaría de hacer trabajos continuos y de forma muy ocasional trabajaría en proyectos. 
Sus intervenciones siguientes serían en la telenovela venezolana María Soledad de 1973, la película Discoteca es amor de 1979, el programa Chespirito interpretando al personaje de «doña Espotaverderona» en los sketches de Los Caquitos, varios episodios del programa tipo serie de antología, Mujer, casos de la vida real de 2002 a 2005, y sus últimos filmes, El coyote emplumado de 1983 y La paloma de Marsella de 1999.

### 2000-2007: proyectos finales y retiro
Su carrera llegaría poco a poco su fin decidiendo concluirla dedicándose a aparecer en telenovelas. Estas últimas producciones en las que formó parte, incluyeron; Locura de amor, Carita de ángel, y Primer amor... a 1000 x hora, las tres del año 2000, Vivan los niños de 2002, Bajo la misma piel de 2003, y para finalizar, Lola, érase una vez de 2007, siendo esta la que marcó su último papel como actriz, antes de retirarse.

## Vida personal y muerte
En 2019 durante una entrevista para el programa 24 x segundo, Gutiérrez declaró que tuvo problemas con la actriz Florinda Meza durante su participación en el programa Chespirito, al cual había sido invitada por el mismo creador de la emisión, Roberto Gómez Bolaños. Ella realizaba el papel de «doña Espotaverderona» madre de «La Chimoltrufia», personaje que Meza intepretaba. Ambas no tenían una buena relación laboral y esto constantemente las llevaba a tener discusiones hasta el punto de provocar que Gutiérrez terminara llorando. En sus propias palabras dijo lo siguiente relatando una anécdota que vivió con Meza: 

«Un día me dijo, te voy a llevar al camerino, dije ¿a mi al camerino, para qué Florinda?, para enseñarte a ser actriz. Bueno actriz eres de cine, pero de televisión no.»

Fue madre de la actriz Amairani y abuela de Macarena García, también actriz.
El 21 de agosto de 2022, Gutiérrez falleció a los 90 años de edad en Puebla de Zaragoza. Tres días después, el 24 de agosto, su hija Amairani reveló que había muerto por causas naturales, y como última voluntad de la actriz, sus restos fueron cremados; además de añadir que sus cenizas serían divididas entre ella y sus dos hermanas.

## Filmografía

### Cine
- La paloma de Marsella (1999)
- El coyote emplumado (1983) .... Gringa borracha
- Discoteca es amor (1979)
- Los resbalosos (1960)
- Su primer amor (1960)
- ¡Quietos todos! (1959)
- Angelitos del trapecio (1959).... Lina
- Música en la noche (1958)
- Las aventuras de Pito Pérez (1957)
- El ratón (1957)
- Llamas contra el viento (1956)
- Amor de lejos (1955)
- Escuela de vagabundos (1955)
- La visita que no tocó el timbre (1954)
- Caballero a la medida (1954) .... como Luisa
- Las tres Elenas (1954)
- Venganza en el circo (1954)
- Caribeña (1953)
- Siete mujeres (1953)
- No te ofendas, Beatriz (1953)
- Mujeres que trabajan (1953)
- Huracán Ramírez (1953) .... como Cata Torres
- El ruiseñor del barrio (1952)
- Rostros olvidados (1952)
- Muchachas de uniforme (1951)
- Deseada (1951) .... Nicte
- Al son del mambo (1950)
- Azahares para tu boda (1950).... Margarita
- La liga de las muchachas (1950)
- El diablo no es tan diablo (1949)

### Televisión
- 24 x segundo (2019) - Ella misma
- Lola, érase una vez (2007) .... Madre de Monserrat
- Bajo la misma piel (2003).... Rosita
- Mujer, casos de la vida real (2002-2005) - Varios episodios
- ¡Vivan los niños! (2002).... Pordiosera
- Primer amor... a 1000 x hora (2000).... Ella
- Locura de amor (2000).... Corina
- Carita de ángel (2000).... Pordiosera
- Alguna vez tendremos alas (1997).... Bernardita
- Chespirito (1989, 1991-1995).... Doña Espotaverderona, varios personajes
- Cárcel de mujeres (1968)
- México 1900 (1964)
- Variedades de media noche (1958)

## Premios y nominaciones

### Premios Ariel
| Año  | Categoría               | Película              | Resultado |
| ---- | ----------------------- | --------------------- | --------- |
| 1952 | Mejor actuación juvenil | Muchachas de uniforme | Nominada  |
| 1953 | Mejor actuación juvenil | Rostros olvidados     | Nominada  |
| 1956 | Mejor actuación juvenil | Escuela de vagabundos | Ganadora  |